# Municipio de Brentwood
Brentwood es un distrito no metropolitano con el estatus de municipio, ubicado en el condado de Essex (Inglaterra). Tiene una superficie de 153,12 km². Según el censo de 2001, Brentwood estaba habitado por 68 456 personas y su densidad de población era de 447,07 hab/km².